# Eschenbergen
Eschenbergen – miejscowość i gmina w Niemczech, w kraju związkowym Turyngia, w powiecie Gotha, wchodzi w skład wspólnoty administracyjnej Nesseaue.